# Pizza dolce di Beridde
La Pizza dolce di Beridde, chiamata anche Pizza ebraica o Diamanti Romani, è un dolce non lievitato tipico della comunità ebraica della città di Roma, preparato tradizionalmente in occasione della festa della circoncisione.

## Etimologia
La denominazione "pizza" è qui da intendersi non nell'accezione recente diffusasi in Italiano tramite la lingua napoletana, ma in quella originale latina medievale di focaccia, e lascia quindi supporre, come nel caso della Pizza di Pasqua, un'origine antica del piatto. Il termine piza nel latino medievale è attestato per la prima volta nel 966 a Napoli e nel 997 a Gaeta, e veniva usato anche per designare cibi cerimoniali cucinati per la Pasqua come le pizze pasquali. Preparazioni analoghe ("Pizza alla rustica", "Pizza di Ricotta") sono riportate in manuali di cucina del primo '800 come quello di Vincenzo Agnoletti.
L'appellativo del dolce deriva dalla forma ebraico-romanesca della parola Brit Milah ("patto del taglio" in lingua ebraica) cioè la circoncisione rituale dei neonati maschi nella comunità.

## Storia
Le sue origini sono oscure, ma è possibile che sia un dolce portato a Roma dagli ebrei cacciati dalla Spagna nel 1492 o dalla Sicilia nel 1493. Ciò spiegherebbe la presenza fra gli ingredienti di frutta a guscio, uva sultanina e canditi, tipica della cucina dei paesi musulmani.
La Pizza Ebraica era il dolce preferito di Papa Benedetto XVI.

## Ingredienti
Gli ingredienti principali del dolce, che non contiene né uova né lievito, sono farina, mandorle (sia intere che triturate), zucchero, uva passa, canditi (di solito cedro candito), olio d'oliva o di semi, vino bianco, pinoli.

## Preparazione
Gli ingredienti vengono mescolati insieme all'olio tiepido e al vino, lavorandoli fino a formare una specie di pasta frolla morbida che non si deve attaccare alle mani. Questa viene stesa con il matterello sino a raggiungere un'altezza di circa due cm, tagliata in losanghe o rettangoli, e cotta in forno molto caldo, sino a formare una crosta sulla superficie, mentre l'interno deve rimanere morbido.

## Tradizione religiosa e produzione

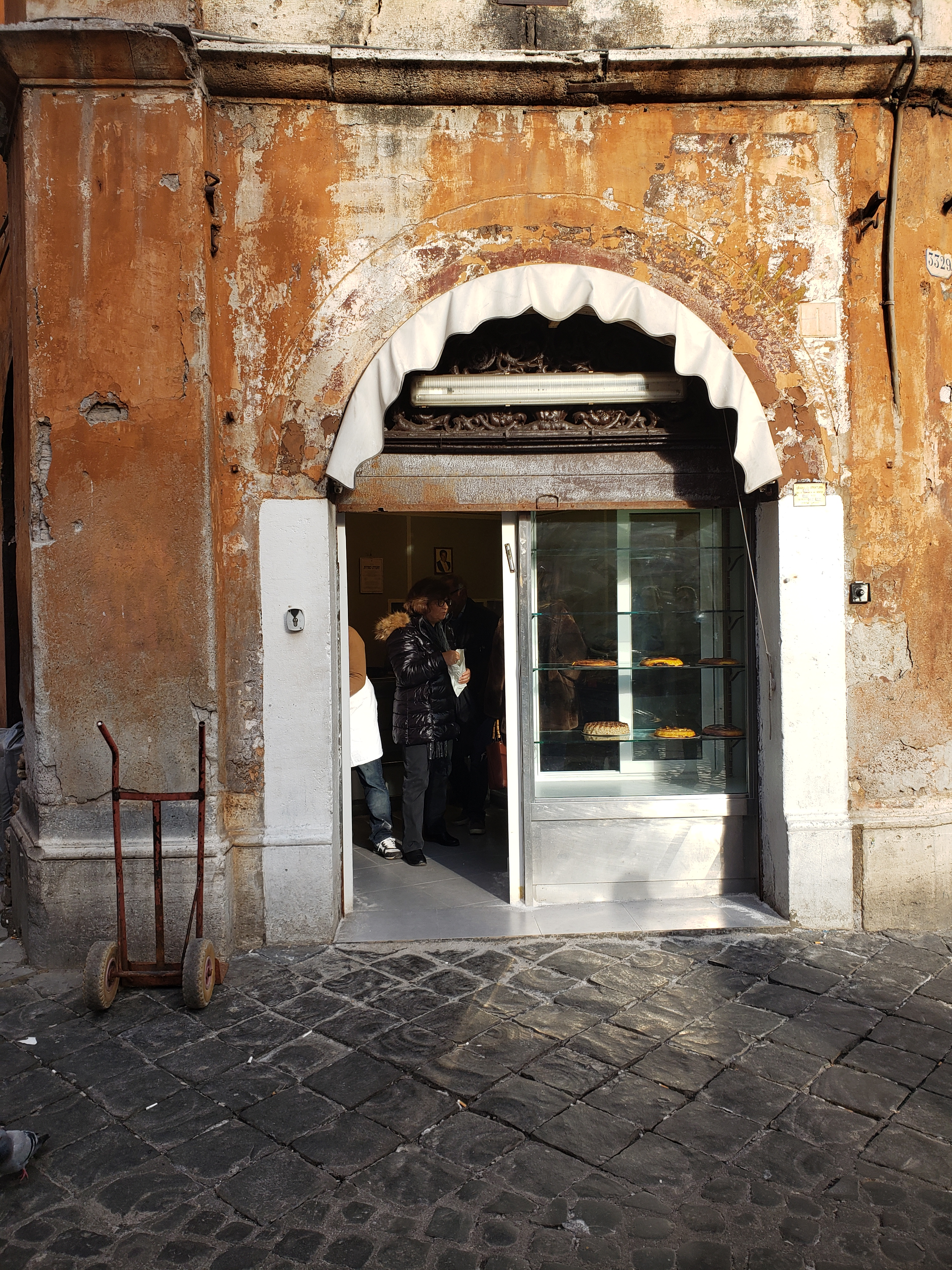
Forno in Via del Portico d'Ottavia nel Ghetto di Roma

Un quadrato della pizza viene donato alla fine della cerimonia ai partecipanti della festa della circoncisione. Essa è contenuta in un sacchetto di dolci chiamato “kavodde”, che significa "onore" in ebraico e simboleggia il comandamento di onorare il padre e la madre.
Oltre che preparata in famiglia per la festa della circoncisione, la Pizza di Beridde viene venduta dalle pasticcerie kasher del Ghetto di Roma, insieme ad altri dolci ebraici tradizionali, come la crostata di ricotta e visciole e i mostaccioli.